# Úrvalsdeild 1947
Thống kê của Úrvalsdeild mùa giải 1947.

## Tổng quan
Có 5 đội tham gia, và Fram giành chức vô địch. Einar Halldórsson (Valur) và Albert Guðmundsson của Valur, cũng như Ríkharður Jónsson của ÍA và Hörður Óskarsson của KR, là vua phá lưới với 3 bàn thắng mỗi cầu thủ. ·

## Bảng xếp hạng
| Vị thứ | Câu lạc bộ | St | T | H | B | BT | BB | HS | Đ |
| 1      | Fram       | 4  | 3 | 1 | 0 | 7  | 4  | +3 | 7 |
| 2      | Valur      | 4  | 3 | 0 | 1 | 8  | 2  | +6 | 6 |
| 3      | KR         | 4  | 2 | 1 | 1 | 8  | 6  | +2 | 5 |
| 4      | Víkingur   | 4  | 0 | 1 | 3 | 4  | 7  | -3 | 1 |
| 5      | ÍA         | 4  | 0 | 1 | 3 | 3  | 11 | -8 | 1 |